# محطة قطار آغا
محطة آغا هي محطة قطارات بالجزائر الوسطى في ولاية الجزائر تقع قرب قصبة الجزائر وميناء الجزائر وساحة البريد المركزي، وتنطلق منها أنواع عديدة من القطارات على اختلاف درجاتها إلى جميع نواحي الجزائر.

## تاريخ
يرجع إنشاء محطة قطار الجزائر الوسطى بعد مدة قصيرة من تدشين محطة قطار القصبة ومحطة قطار البليدة في النصف الثاني من القرن التاسع عشر بتاريخ 15 أوت 1862م بالموازاة مع استلام أول خط سكة حديد طوله 50 كلم يربط مدينة الجزائر بمدينة البليدة · .
وكان المهندس المعماري شارل فريديريك شاسيريو [الفرنسية] هو الذي قام بتصميم مبنى هذه المحطة عند إنشائها الأول · .
وتم تاريخيا البدء في إنشاء محطة قطار الجزائر الوسطى أثناء الاحتلال الفرنسي للجزائر مباشرة بعد إقرار المرسوم الإمبراطوري بتاريخ 8 أفريل 1857م القاضي بإنجاز خط سكة حديد من الجزائر إلى وهران · .
وتكفلت شركة السكك الحديدية الجزائرية [الفرنسية] بإنجاز هذا المشروع وفق صيغة امتياز استغلال سكة حديد [الفرنسية] بواسطة عقدين بتاريخ 20 جوان 1860م و11 جويلية 1860م · .
وكان نابليون الثالث قد أمر في العام 1858م بتهيئة الأرضية الممتدة من قصبة الجزائر إلى غاية بوفاريك تحضيرا لإنجاز سكة حديد.
وتم إنهاء بناء محطة قطار الجزائر الوسطى وتدشينها في العام 1865م أثناء إنجاز خط سكة حديد من الجزائر إلى وهران · .
وكان استغلال خط سكة الحديد من القصبة إلى البليدة قد تم فعليا ابتداء من 8 سبتمبر 1862م بالنسبة لقطار السلع [الفرنسية]، ثم في 25 أكتوبر 1862م بالنسبة لقطار المسافرين [الفرنسية] · .
وتمت إعادة تشييد محطة قطار الجزائر الوسطى في بداية القرن العشرين لتبقى على نفس الشكل إلى غاية العام 1987م · .

## الخطوط والمحطات الموصولة

### خط سكة حديد من القصبة إلى الحراش
|  |   |  | محطات القطار | البلديات   | الربط بالقطار والترامواي    | الربط بالمترو |
|  | - |  | ------------ | ---------- | --------------------------- | --- |
|  | ● |  | الجزائر      | القصبة     | • عين البنيان • زرالدة      | • محطة مترو بن باديس • محطة مترو ساحة الشهداء                                                                                        |
|  | ● |  | آغا          | سيدي امحمد |                             | • محطة مترو خليفة بوخالفة [الفرنسية] • محطة مترو تافورة                                                                              |
|  | ● |  | الورشات      | بلوزداد    |                             | • محطة مترو حديقة التسلية [الفرنسية] • محطة مترو الحامة [الفرنسية] • محطة مترو عيسات إيدير [الفرنسية] • محطة مترو أول ماي [الفرنسية] |
|  | ● |  | حسين داي     | حسين داي   |                             | • محطة مترو البحر والشمس [الفرنسية] • محطة مترو حي عميروش [الفرنسية] • محطة مترو المعدومين [الفرنسية]                                |
|  | ● |  | المقارية     | المقارية   |                             | • محطة مترو باش جراح 1 [الفرنسية] • محطة مترو باش جراح 2 [الفرنسية] • محطة مترو حي البدر [الفرنسية]                                  |
|  | ● |  | الحراش       | الحراش     | • جسر قسنطينة • وادي السمار | • محطة مترو قطار الحراش [الفرنسية] • محطة مترو وسط الحراش [الفرنسية]                                                                 |

### الخطوط الطويلة
|  |   |  | محطات الانطلاق | خطوط سكة الحديد                   | طول الخطوط | محطات الوصول | تاريخ الإنشاء |
|  | - |  | -------------- | --------------------------------- | ---------- | ------------ | ------------- |
|  | ● |  | الجزائر الوسطى | خط سكة حديد من الجزائر إلى وهران  | 418 كلم    | وهران        | 1871م         |
|  | ● |  | الجزائر الوسطى | خط سكة حديد من الجزائر إلى سكيكدة | 549 كلم    | سكيكدة       | 1886م         |

## مكتبة الصور

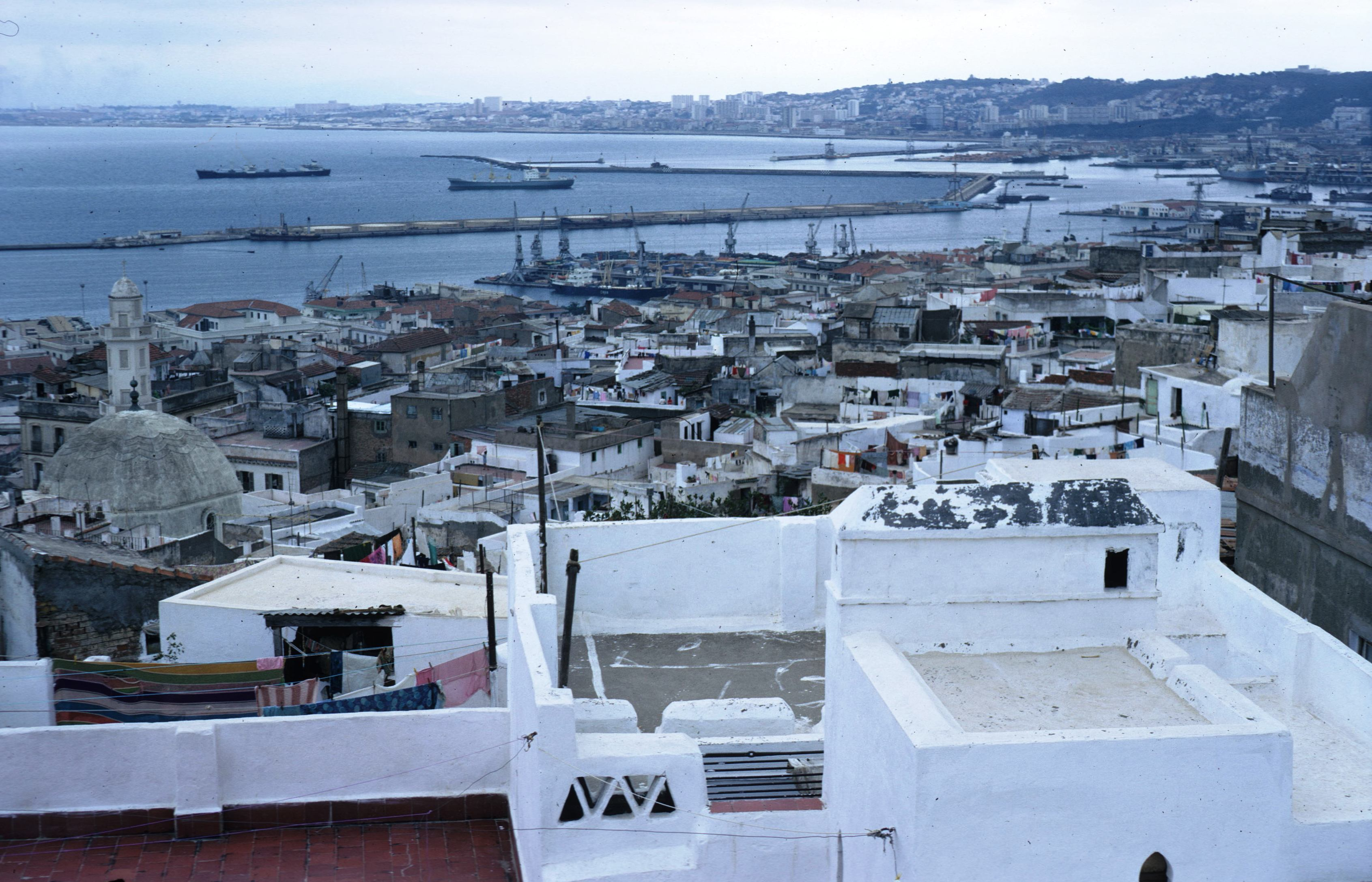
قصبة الجزائر
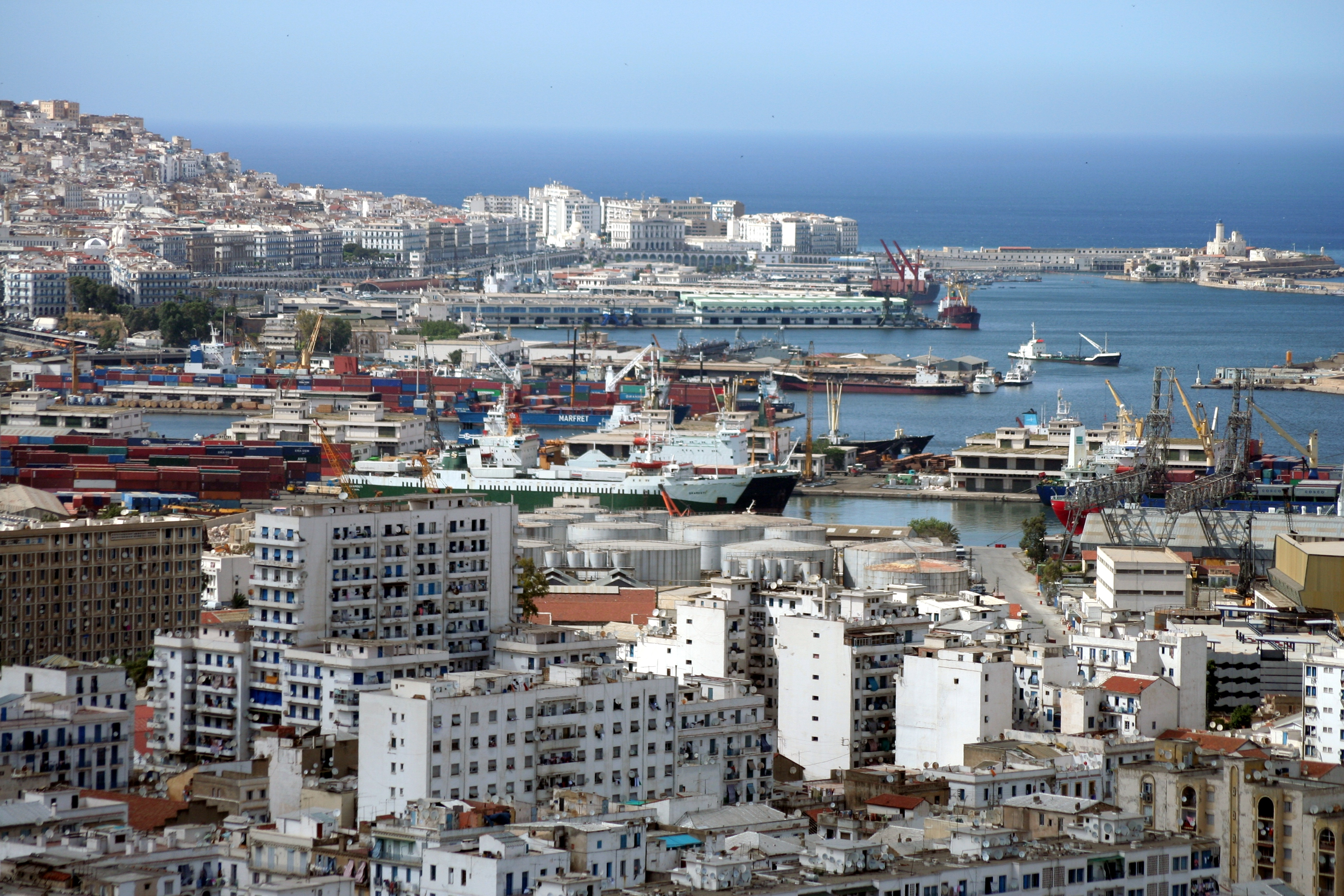
ميناء الجزائر
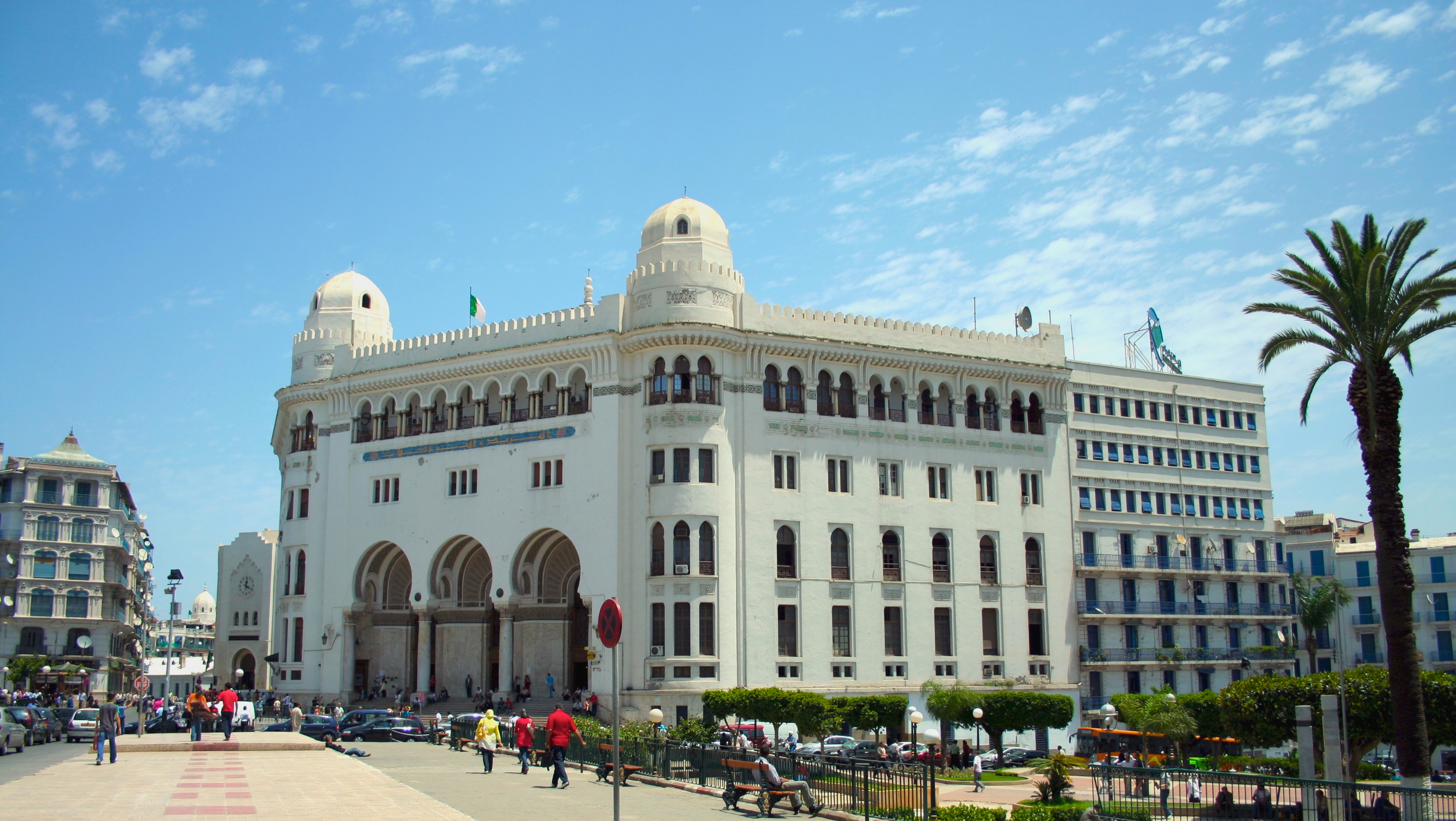
ساحة البريد المركزي
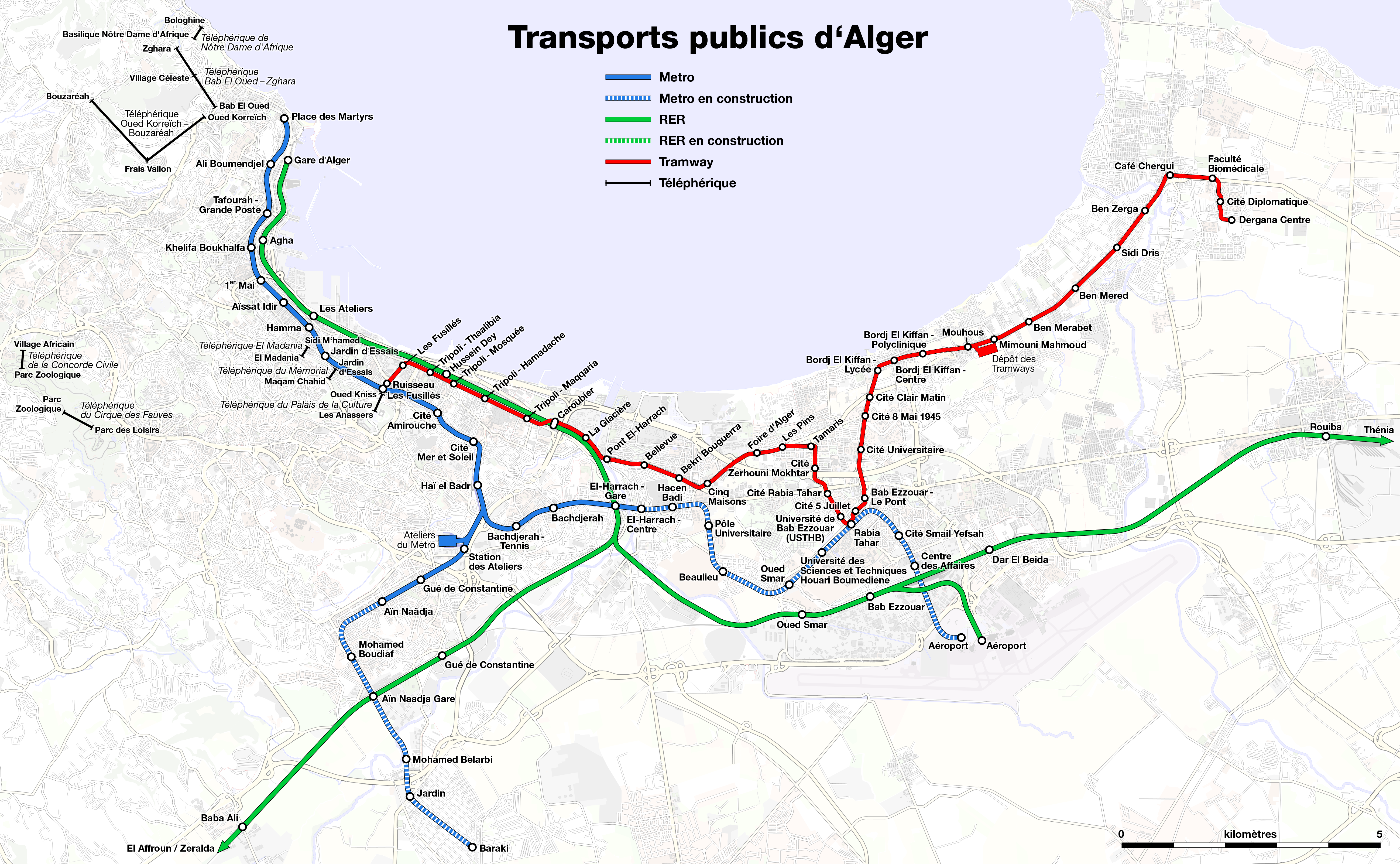
مترو الجزائر وترامواي الجزائر العاصمة
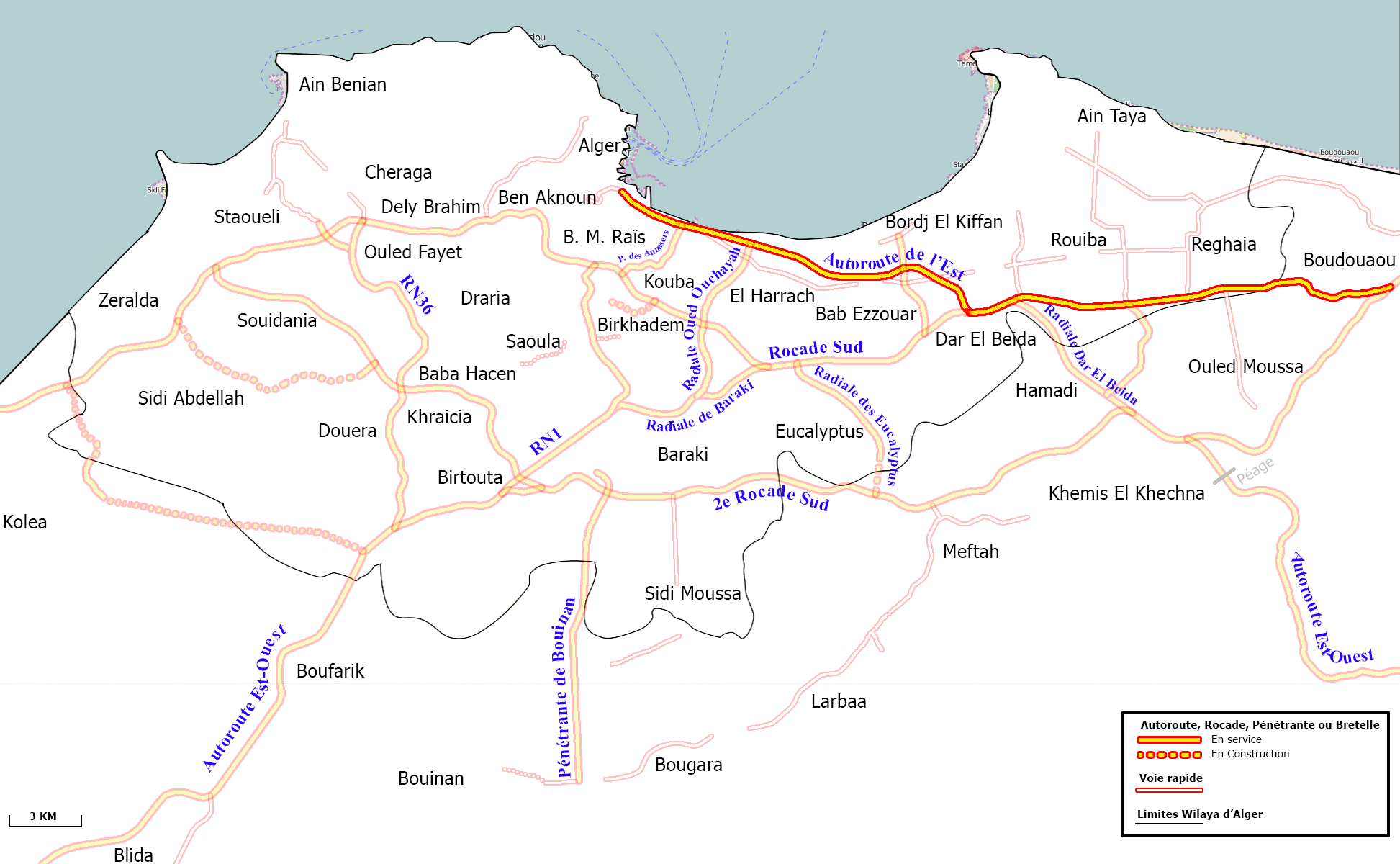
النقل في ولاية الجزائر
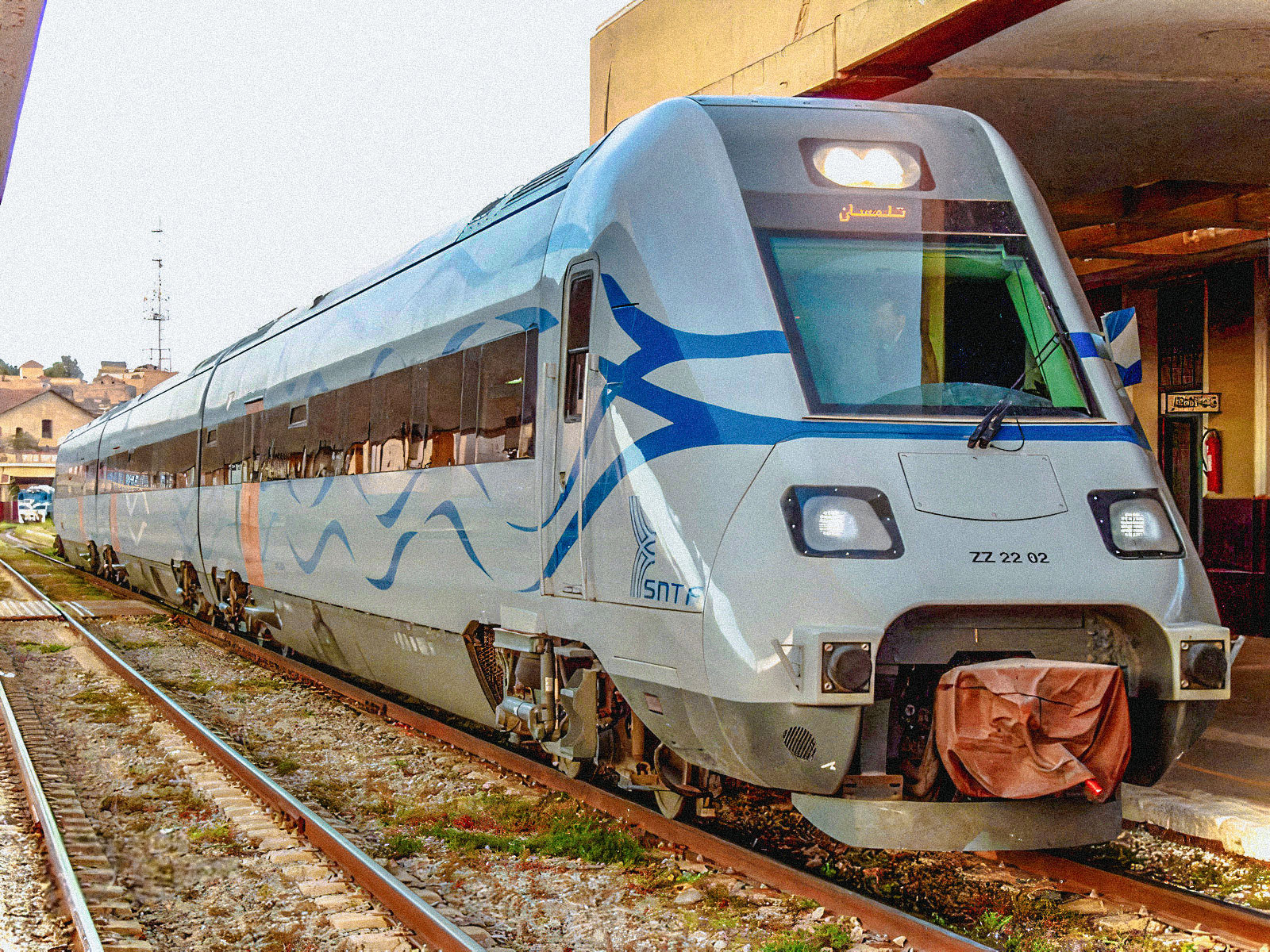
الشركة الوطنية للنقل بالسكك الحديدية
النقل بالسكة الحديدية في الجزائر

### مواضيع ذات صلة
- النقل في الجزائر
- النقل في ولاية الجزائر
- وزارة النقل الجزائرية
- النقل بالسكك الحديدية في الجزائر
- تاريخ السكك الحديدية الجزائرية
- الشركة الوطنية للنقل بالسكك الحديدية (ش.و.ن.س.ح) أو (sntf)
- محطات السكك الحديدية في الجزائر
- قائمة خطوط السكة الحديدية في الجزائر
- الوكالة الوطنية للدراسات والرقابة على الاستثمار في الصناعات الحديدية (anesrif)
- قائمة محطات القطار في الجزائر
- الطريق الوطني رقم 5
- الطريق الوطني رقم 11

### فيديوهات
- محطة قطار الجزائر الوسطى (آغا) على يوتيوب
- محطة قطار الجزائر الوسطى (آغا) على يوتيوب

### وصلات خارجية
- الموقع الرسمي للشركة الوطنية للنقل بالسكك الحديدية